# Harold, el nuevo doctor
Harold, el nuevo doctor, titulado originalmente High and Dizzy, es un cortometraje cómico estadounidense de 1920. Está dirigido por Hal Roach e interpretado por Harold Lloyd.

## Argumento
Un joven e inexperto doctor recibe en su consulta la visita de un caballero acompañado de su hija, que padece de sonambulismo. 
El doctor y la joven sienten una repentina atracción mutua y el padre, enojado, prohíbe al médico volver a ver a su hija, y se marcha con ella.
Un amigo del doctor le invita a probar un licor destilado por él mismo y ambos acaban borrachos.
La embriaguez de los amigos provocará numerosas situaciones disparatadamente cómicas.

## Elenco
- Harold Lloyd como el doctor.
- Roy Brooks como su amigo.
- Mildred Davis como la chica.
- Wallace Howe como su padre.

## Producción y realización
La película se estrenó en Estados Unidos el 11 de julio de 1920.
Harold Lloyd se casó con Mildred Davis, la actriz que interpreta a la chica, dos años y medio después de la película.
En la película aparecen unas escenas de Harold Lloyd en la cornisa de un edificio de gran altura, precursoras de otra gran escena de la película El hombre mosca (1923).